# Релиз-активность
Рели́з-акти́вность — псевдонаучная концепция, автором которой является член-корреспондент РАН О. И. Эпштейн, одна из версий гомеопатии. В патенте США 8 535 664 B2 релиз-активные препараты представлены авторами как гомеопатические. Фактически концепция призвана замаскировать доказанную наукой неэффективность гомеопатии при помощи псевдонаучных технических терминов.
Согласно утверждениям Эпштейна, при многократных разведениях потенциально биоактивного вещества до тех пор, когда в растворе не остаётся ни одной его молекулы, от вещества отделяется нечто материальное, что способно проявлять фармакологическую активность. Этот гипотетический феномен автор назвал релиз-активностью. Гомеопатическая природа препаратов, относимых к релиз-активным, отчётливо прослеживается в их описании, однако Эпштейн и его соавторы утверждают, что данные препараты не являются гомеопатическими. При этом в более ранних публикациях они же заявляли, что препараты получены гомеопатическими методами.
Концепция подверглась острой критике со стороны Комиссии РАН по борьбе с лженаукой. В частности, в заявлении «О концепции „релиз-активности“» комиссия напомнила, что применение лекарств без содержания действующего вещества не имеет научного обоснования, при этом иллюзия эффективности может возникнуть из-за эффекта плацебо. По мнению российского популяризатора науки Александра Панчина, гомеопатические препараты, зарегистрированные как лекарства, являются одной из самых больших угроз здравоохранению.
Производителем релиз-активных препаратов, основанных на данной концепции, является российская компания НПФ «Материа Медика Холдинг». Глава компании О. И. Эпштейн и ряд других её сотрудников получили премию Правительства Российской Федерации 2005 года в области науки и техники за разработку препаратов на основе сверхмалых доз антител к эндогенным регуляторам, фактически за гомеопатию. 
В 2018 году Министерство образования и науки Российской Федерации в рамках премии «За верность науке» присудило НПФ «Материа Медика Холдинг» антипремию за «самый вредный лженаучный проект».

## Общие сведения
В основе концепции лежит статья Олега Эпштейна «Феномен релиз-активности и гипотеза „пространственного“ гомеостаза», опубликованная в журнале «Успехи физиологических наук» в 2013 году и противоречащая фундаментальным представлениям о строении атомов и молекул. По факту в статье рассказывается об открытии нового физического феномена, однако статья опубликована не в профильном журнале по физическим наукам, а в журнале по физиологическим, и не выдерживает никакой критики с точки зрения химии, физики и генетики. Идея описанной в статье релиз-активности заключается в высвобождении гомеопатическим раствором некой активности после того, как в нём многократно растворяли исходное вещество. Статья содержит ошибочные утверждения, лишённые научного смысла фразы и выглядящие как научные высказывания, что в целом характерно для псевдонаучных работ. Налицо представляется попытка замаскировать гомеопатическую природу препаратов под видом новых физических свойств материи.
Рынок гомеопатии ограничен, а сама она устаревает, поэтому производители гомеопатических средств пытаются осуществить ребрендинг своих продуктов. Компания «Материа Медика Холдинг» делает попытки зарегистрировать свои гомеопатические препараты в качестве нового класса релиз-активных препаратов. При этом ведётся работа с государственными органами, а сотрудники компании, включая Олега Эпштейна, пытаются публиковать свои работы в научных журналах. Эти работы подверглись критике со стороны Комиссии РАН по борьбе с лженаукой. Так, например, в Приложении № 5 («Некоторые исследования гомеопатии, содержащие ошибки») к Меморандуму комиссии № 2 «О лженаучности гомеопатии» указано на отсутствие в одной из работ адекватной процедуры «ослепления» экспериментаторов, значительные недочёты в проведённых статистических процедурах и незаявленный конфликт интересов.
После обращения российских учёных редакция журнала «Antiviral Research» в 2019 году отозвала две статьи, соавтором которых выступил Эпштейн. Как отмечено в отзывах, в статьях «не было указано, что тестируемая продукция была „гомеопатически активированными формами антител“ … Гомеопатия является устаревшей формой терапии, не признается современной медициной и отвергается современной наукой». Всего на 2020 год были отозваны шесть статей о релиз-активных препаратах в зарубежных журналах. В «Journal of Medical Virology» был опубликован критический комментарий на статью «Материа Медика Холдинг», а в престижном журнале «BMJ Evidence-Based Medicine» вышла статья с критикой публикаций «Материа Медика Холдинг» о «релиз-активности» и критикой отношения редакций некоторых журналов к требованиям отозвать эти публикации. Факты публикации работ, продвигающих псевдонаучную концепцию Эпштейна, вызвали бурные отклики от международных экспертов.  
Хотя на рынках США и Европы релиз-активные препараты не продаются, делаются попытки выйти и на эти рынки сбыта. В частности, по состоянию на 2020 год компании удалось зарегистрировать более 20 исследований в американской базе данных ClinicalTrials.gov, в отказе об ответственности этой базы значится, что регистрация исследования не означает его оценку правительством США, и что ответственность за достоверность зарегистрированных данных лежит на исследователях и спонсорах.

## Релиз-активные препараты
Описания состава гомепоатических препаратов с недоказанной эффективностью, позиционируемых производителем как релиз-активные, отличаются разнообразием: в одних случаях указано водно-спиртовое разведение с указанием его степени, в других — масса разведённого вещества. Так, например, в препарате «Пропротен-100» заявлено содержание активного вещества массой не более 3⋅10−1991 нг на таблетку, а в препарате «Эргоферон» 0,006 г активного вещества разводится в 10012, 10030 или 10050 раз. Как минимум два релиз-активных препарата — анаферон и импаза — изначально были зарегистрированы как гомеопатические, однако позднее, в 2009 году, гомеопатия исчезла из их описания.
По состоянию на 2019 год производитель относит к релиз-активным следующие гомеопатические препараты:
- «Анаферон»;
- «Артрофоон»;
- «Афала»;
- «Афалаза»;
- «Бризантин»;
- «Диваза»;
- «Импаза»;
- «Колофорт»;
- «Пропротен-100»;
- «Ренгалин»;
- «Субетта»;
- «Тенотен»;
- «Эргоферон».

В теории гомеопатия должна быть безопасной, а побочные эффекты должны отсутствовать, поскольку какие-либо лекарственные вещества в гомеопатическом препарате обычно отсутствуют либо присутствуют в слишком малых количествах. Однако известны случаи, когда заявленное активное вещество всё же обнаруживалось в опасной дозировке, что иногда приводило к серьёзным последствиям, в частности, в одном из таких случаев в США 10 детей погибло в результате применения гомеопатических препаратов для снятия дискомфорта из-за прорезывания зубов. Другой проблемой является использование гомеопатии вместо фактического лечения серьёзных заболеваний. Компания Материа Медика Холдинг выпускает не только «Эргоферон», заявленный в качестве средства от простудных заболеваний, обычно не представляющих какой-либо опасности, но и «Анаферон», заявленный для лечения клещевого энцефалита, «Субетту» — для лечения сахарного диабета и «Батион» — для лечения и профилактики ВИЧ-инфекции.